# 相田洋 (中国研究者)
相田 洋（そうだ ひろし、1941年5月16日 - ）は、日本の中国研究者、福岡教育大学名誉教授。
中華民国河北省張家口市生まれ。1964年熊本大学法文学部卒、1973年東京教育大学大学院博士課程満期退学、福岡教育大学講師、1975年助教授、1983年教授、2001年定年退官、名誉教授、青山学院大学教授。2012年退職。

## 著書
- 『中国中世の民衆文化 呪術・規範・反乱』中国書店 1994
- 『異人と市 境界の中国古代史』研文出版 1997
- 『橋と異人 境界の中国中世史』研文出版 2009
- 『シナに魅せられた人々 シナ通列伝』研文出版(山本書店出版部) 2014
  - 後藤朝太郎、中野江漢、井上紅梅、辻聴花、柴田天馬、平井雅尾の列伝
- 『中国妖怪・鬼神図譜 清末の絵入雑誌『点石斎画報』で読む庶民の信仰と俗習』集広舎 2015
- 『中国生業図譜 清末の絵入雑誌『点石斎画報』で読む庶民の“なりわい”』集広舎 2020
- 『中国生活図譜 清末の絵入雑誌『点石斎画報』で読む庶民の“くらし”』集広舎 2024